# Oelde
Oelde (AFI: [ˈœldə]) é uma cidade da Alemanha, localizada no distrito de Warendorf, Renânia do Norte-Vestfália. Possui uma população de 29.445 habitantes.